# Imperial Blaze
Albums de Sean Paul
The Trinity
(2005) Tomahawk Technique
(2012)
Imperial Blaze est le 4e album studio de Sean Paul. Il est sorti le 18 août 2009. 
La réédition française sortie en juin 2010, contient le titre Hold My Hand en featuring Zaho.

## Titres
1. Chi Ching Ching (Intro)
2. Lace It
3. So Fine
4. Now That I’ve Got Your Love
5. Birthday Suit
6. Press It Up
7. Evening Ride
8. Hold My Hand
9. She Want Me
10. Daddy’s Home
11. Bruk Out
12. Pepperpot
13. Wine Baby Wine
14. Running Out of Time
15. Don’t Tease Me
16. Lately
17. She Wanna Be Down
18. Straight from My Heart
19. Private Party
20. I Know U Like It
21. Hold My Hand (Feat Zaho)

Singles
1. So Fine
2. Press It Up
3. Hold My Hand
4. Hold My Hand (feat. Keri Hilson)
5. Hold My Hand (feat. Zaho)